# Wiesław Śpiewak

Bischofswappen von Wiesław Śpiewak

Wiesław Śpiewak CR (* 19. Oktober 1963 in Krakau, Polen) ist ein polnischer Ordensgeistlicher und römisch-katholischer Bischof von Hamilton in Bermuda.

## Leben
Wiesław Śpiewak wurde als jüngstes von drei Kindern der Eheleute Edward und Wanda Śpiewak in eine Arbeiterfamilie geboren. Sein Vater war Schmied. 1984 trat er in Radziwiłłów Mazowiecki der Ordensgemeinschaft der Resurrektionisten bei. Er studierte von 1984 bis 1986 Philosophie an der Ordenshochschule der Vinzentiner in Krakau, danach Theologie von 1984 bis 1986 an der Päpstlichen Universität Gregoriana in Rom und von 1989 bis 1990 an der Päpstlichen Akademie für Theologie in Krakau.
Am 19. Mai 1990 empfing Wiesław Śpiewak in Krakau das Sakrament der Priesterweihe. Von 1990 bis 1992 war Śpiewak stellvertretender Regens des Kleinen Seminars der Resurrektionisten in Posen, danach arbeitete er als Sekretär der Provinzialleitung und in der Berufungspastoral in Warschau und Krakau. Von 1999 bis 2001 absolvierte er ein postgraduales Studium an der Päpstlichen Universität der Salesianer in Rom. Danach leitete er das Missionszentrum in Mszana Górna.
Zwischen 1997 und 2010 waren ihm verschiedene Aufgaben in der Generalkurie der Resurrektionisten in Rom übertragen. Von 1998 bis 2014 war er als Generalpostulator für die Selig- und Heiligsprechungsverfahren seines Ordens verantwortlich. Von 2010 bis 2015 war er Provinzial der polnischen Provinz seines Ordens. Ab 2013 gehörte er der Leitung der Konferenz der Höheren Oberen der Männerorden in Polen (Konferencja Wyższych Przełożonych Zakonów Męskich w Polsce) an.
Papst Franziskus ernannte Wiesław Śpiewak am 13. Juni 2015 zum Bischof von Hamilton in Bermuda. Die Bischofsweihe spendete ihm sein Vorgänger Robert Kurtz CR am 1. Oktober desselben Jahres, dem Fest der Bistumspatronin Therese von Lisieux. Mitkonsekratoren waren der Apostolische Nuntius auf den Westindischen Inseln, Erzbischof Nicolas Girasoli, und der Erzbischof von Nassau, Patrick Christopher Pinder.